# Модальна помилка
Модальна помилка — це формальна помилка, що виникає в модальній логіці. Це помилка розміщення висловлювання в неправильній модальній області, найчастіше плутають обсяг того, що є обов’язково вірним. Твердження вважається обов’язково істинним тоді і тільки тоді, коли неможливо, щоб твердження було неістинним і коли не існує ситуації, у якій би твердження було хибним. Деякі філософи далі стверджують, що обов’язково істинне твердження має бути істинним у всіх можливих світах.
У модальній логіці висловлювання {\displaystyle P} може бути обов'язково істинним або хибним (позначається як {\displaystyle \Box P} і {\displaystyle \Box \lnot P}, відповідно), що означає що логічно необхідно, щоб воно було істинним чи хибним; або воно може бути істинним або може бути хибним (позначається {\displaystyle \diamond P} і {\displaystyle \diamond \lnot P}), що означає, що воно істинне чи хибне, але логічно не обов’язково, щоб це так: його істинність чи хибність є непередбачуваним. Модальна помилка виникає, коли є плутанина між ними.

## Опис
У модальній логіці існує важлива відмінність між тим, що є логічно необхідним, щоб бути істинним, і тим, що є істинним, але не є логічно необхідним, щоб бути істинним. Однією з поширених форм є заміна {\displaystyle p\rightarrow q} на {\displaystyle p\rightarrow \Box q}. У першому вислові {\displaystyle q} є істинним із заданим {\displaystyle p}, але логічно необов’язковим.
Поширеним прикладом у повсякденному житті може бути наступне:
1. Міккі Маус — президент Сполучених Штатів.
2. Президенту не менше 35 років.
3. Таким чином, Міккі Маус обов’язково має 35 років і більше.

Висновок хибний, оскільки, хоча Міккі Маусу вже понад 35 років, немає логічної необхідності, щоб він був таким завжди. Хоча в цьому світі це, безумовно, правда, може існувати світ, в якому Міккі Маусу ще не виповнилося 35 років. Якби замість додавання застереження про обов'язковіть, було зроблено висновок, що Міккі Маусу 35 років або більше, то він був би дійсним.
Норман Шварц навів наступний приклад того, як модальна помилка може привести до висновку, що майбутнє вже визначене, незалежно від чиїх рішень; це засновано на прикладі «морської битви», використаному Аристотелем для обговорення проблеми невизначеності майбутнього у його роботі «Про тлумачення»:
Два адмірали, А і В, готують свої флоти до завтрашнього морського бою. Битва триватиме до тих пір, поки одна сторона не переможе. Але закони виключеного третього (немає третього істинного значення) і несуперечності (обидві значення не можуть бути істинними одночасно) передбачають, що одне з положень, «А перемагає» і «В перемагає», є істинним (завжди було і завжди буде), а інше — хибне (завжди було і завжди буде). Припустимо, що «А перемагає» сьогодні вірно. Тоді все, що А робить (або не робить) сьогодні, не матиме ніякої різниці; подібним чином, все, що B робить (або не зробить) сьогодні, не матиме жодної різниці: результат уже вирішений. Або знову ж таки, припустимо, що «A перемагає» сьогодні хибне. Тоді незалежно від того, що А робить сьогодні (або не робить), це не матиме ніякої різниці; подібним чином, незалежно від того, що B робить (або не робить), це не матиме ніякої різниці: результат уже вирішений. Таким чином, якщо висловлювання несуть свої значення істинності незалежно від моменту часу (незмінно та вічно), то планування, або, як сказав Аристотель, «піклування», є ілюзорними у своїй ефективності. Майбутнє буде таким, яким воно буде, незалежно від наших планів, намірів тощо.
Припустимо, що твердження «A перемагає» задано як {\displaystyle A}, а «B перемагає» – {\displaystyle B}. Тут вірно, що тільки одне з тверджень «A перемагає» або «B перемагає» має бути істинним. Іншими словами, тільки один із {\displaystyle \diamond A} або {\displaystyle \diamond B} є істинним. У логічному синтаксисі це еквівалентно
{\displaystyle A\lor B} (істинно {\displaystyle A} або {\displaystyle B})
{\displaystyle \lnot \diamond (A\land B)} (неможливо, щоб {\displaystyle A} і {\displaystyle B} були істинними одночасно)
Помилка тут виникає коли хтось припускає, що {\displaystyle \diamond A} і {\displaystyle \diamond B} (може перемогти А і може перемогти В) означає {\displaystyle \Box A} і {\displaystyle \Box B} (має перемогти А і має перемогти В). Таким чином, хтось вважає, що оскільки одна з обох подій логічно обов’язково істинна, жодна дія жодної з них не може змінити результат.
Шварц також стверджував, що аргумент свободи волі страждає від модальної помилки.